# Championnat des Comores de football 2015
Navigation
Saison précédente Saison suivante
La saison 2015 du championnat des Comores de football est la trente-et-unième édition de la première division comorienne. Après une phase régionale se déroulant d'avril à octobre 2015, les champions de première division des trois îles des Comores (Anjouan, Grande Comore et Mohéli) s'affrontent dans une triangulaire en matchs aller et retour au sein d'une poule unique.
C’est le représentant de l’île de Grande Comore, le Volcan Club, qui est sacré cette saison après avoir terminé en tête du tournoi triangulaire. Il s’agit du tout premier titre de champion des Comores de l’histoire du club.

## Phase régionale
La phase régionale se déroulant d'avril à octobre 2015. Le classement est établi sur le barème de points classique (victoire à 3 points, match nul à 1, défaite à 0).

### Championnat d'Anjouan
| Rang | Équipe               | Pts | J  | G  | N | P  | Bp | Bc | Diff |
| ---- | -------------------- | --- | -- | -- | - | -- | -- | -- | ---- |
| 1    | Steal Nouvel de Sima | 40  | 18 | 12 | 4 | 2  | 32 | 13 | +19  |
| 2    | Étoile d'or          | 39  | 18 | 12 | 3 | 3  | 37 | 22 | +15  |
| 3    | AJS Mutsamudu        | 29  | 18 | 8  | 5 | 5  | 31 | 24 | +7   |
| 4    | Komorozine de Domoni | 29  | 18 | 9  | 2 | 7  | 26 | 21 | +5   |
| 5    | Miracle Club         | 29  | 18 | 9  | 2 | 7  | 27 | 26 | +1   |
| 6    | FC OuaniT            | 26  | 18 | 7  | 5 | 6  | 22 | 24 | -2   |
| 7    | Ngazi Sport          | 25  | 18 | 7  | 4 | 7  | 25 | 19 | +6   |
| 8    | Chirazienne FC       | 15  | 18 | 4  | 3 | 11 | 11 | 18 | -7   |
| 9    | Orange Sport         | 10  | 18 | 1  | 7 | 10 | 5  | 25 | -20  |
| 10   | Olympic Chandra      | 8   | 18 | 1  | 5 | 12 | 15 | 40 | -25  |

| Légende : Qualifications et relégations | Légende : Qualifications et relégations |
| --------------------------------------- | --------------------------------------- |
|                                         | Qualification pour la phase nationale   |
|                                         | Relégation en deuxième division         |
|                                         | T : Tenant du titre                     |

### Championnat de la Grande Comore
| Rang | Équipe                     | Pts | J  | G  | N | P  | Bp | Bc | Diff |
| ---- | -------------------------- | --- | -- | -- | - | -- | -- | -- | ---- |
| 1    | Volcan Club                | 40  | 21 | 12 | 4 | 5  | 29 | 15 | +14  |
| 2    | JAC de Mitsoudjié          | 35  | 21 | 10 | 5 | 6  | 35 | 29 | +6   |
| 3    | Enfants des Comores        | 34  | 21 | 10 | 4 | 7  | 30 | 26 | +4   |
| 4    | FC Male                    | 32  | 21 | 8  | 8 | 5  | 25 | 18 | +7   |
| 5    | Coin Nord de MitsamiouliT  | 30  | 21 | 8  | 6 | 7  | 32 | 21 | +11  |
| 6    | Ngaya Club                 | 30  | 21 | 8  | 6 | 7  | 32 | 34 | -2   |
| 7    | US Zilimadjou              | 30  | 21 | 8  | 6 | 7  | 33 | 31 | +2   |
| 8    | Djabal Club                | 26  | 21 | 7  | 5 | 9  | 23 | 27 | -4   |
| 9    | Apache Club                | 25  | 21 | 6  | 7 | 8  | 20 | 33 | -13  |
| 10   | Étoile du Sud de Foumbouni | 24  | 21 | 5  | 9 | 7  | 28 | 35 | -7   |
| 11   | Kaz Club                   | 16  | 21 | 4  | 4 | 13 | 15 | 37 | -22  |
| 12   | US Mboubé                  | 9   | 11 | 2  | 3 | 6  | 9  | 12 | -3   |

| Légende : Qualifications et relégations | Légende : Qualifications et relégations |
| --------------------------------------- | --------------------------------------- |
|                                         | Qualification pour la phase nationale   |
|                                         | Relégation en deuxième division         |
|                                         | T : Tenant du titre                     |

- Le 30 mai, l'US Mboubé est suspendu pour cinq saisons et relégué en division inférieure après les incidents survenus lors de la 11e journée face au FC Male.

### Championnat de Mohéli
| Rang | Équipe                   | Pts | J | G | N | P | Bp | Bc | Diff |
| ---- | ------------------------ | --- | - | - | - | - | -- | -- | ---- |
| 1    | Belle-Lumière de Djoiezi | 15  | 7 | 4 | 3 | 0 | 12 | 7  | +5   |
| 2    | Fomboni FCT              | 14  | 7 | 4 | 2 | 1 | 14 | 3  | +11  |
| 3    | Chihouzi Befa            | 12  | 7 | 4 | 0 | 3 | 8  | 7  | +1   |
| 4    | Nouvel Espoir Wanani     | 11  | 7 | 3 | 2 | 2 | 7  | 5  | +2   |
| 5    | Asmina Club              | 8   | 7 | 2 | 2 | 3 | 5  | 7  | -2   |
| 6    | Ouragan Sport            | 8   | 7 | 2 | 2 | 3 | 8  | 11 | -3   |
| 7    | FCM2 Befa                | 5   | 7 | 1 | 2 | 4 | 8  | 15 | -7   |
| 8    | Espadon FC               | 4   | 7 | 1 | 1 | 5 | 4  | 7  | -3   |

| Légende : Qualifications et relégations | Légende : Qualifications et relégations |
| --------------------------------------- | --------------------------------------- |
|                                         | Qualification pour la phase nationale   |
|                                         | T : Tenant du titre                     |

## Phase nationale

### Les équipes participantes
- Steal Nouvel de Sima - Champion d'Anjouan
- Volcan Club - Champion de Grande Comore
- Belle-Lumière de Djoiezi - Champion de Mohéli

### Les matchs
| Rang | Équipe                   | Pts | J | G | N | P | Bp | Bc | Diff |  | Résultats (▼ dom., ► ext.) | Vol | Ste | BLu |
| ---- | ------------------------ | --- | - | - | - | - | -- | -- | ---- |  | -------------------------- | --- | --- | --- |
| 1    | Volcan Club              | 9   | 4 | 3 | 0 | 1 | 6  | 2  | +4   |  | Volcan Club                |     | 0-1 | 2-1 |
| 2    | Steal Nouvel de Sima     | 6   | 4 | 2 | 0 | 2 | 3  | 4  | -1   |  | Steal Nouvel de Sima       | 0-2 |     | 2-0 |
| 3    | Belle-Lumière de Djoiezi | 3   | 4 | 1 | 0 | 3 | 3  | 6  | -3   |  | Belle-Lumière de Djoiezi   | 0-2 | 2-0 |     |

## Bilan de la saison
| Championnat des Comores de football 2015 |                         |
| Champion                                 | Volcan Club (1er titre) |
| Coupes et trophées                       |                         |
| Vainqueur de la Coupe des Comores 2015   | Fomboni FC              |
| Qualifications continentales             |                         |
| Ligue des champions de la CAF 2016       | Volcan Club             |
| Coupe de la confédération 2016           | Fomboni FC              |